# Балагурова, Нина Сергеевна
Нина Сергеевна Балагу́рова (8 марта 1933 — 16 июня 2009) — советская и российская  художница в области декоративно-прикладного искусства. Лауреатка Государственной премии РСФСР имени И. Е. Репина (1972). Заслуженный художник РСФСР (1973). Народный художник Российской Федерации (2004).

## Биография
Родилась 8 марта 1933 года в городе Иваново.
С 1950 по 1954 годы обучалась на отделении текстильного рисунка в Ивановском химико-технологическом техникуме, в то же время, с 1952 по 1956 год, там обучался будущий художник-модельер Вячеслав Михайлович Зайцев. В будущем костюмы, созданные по эскизам Н. С. Балагуровой, участвовали в показах  В. М. Зайцева.
В 1954 — 1972 годах Н. С. Балагурова работала художницей по текстильным тканям в Ивановском хлопчатобумажном комбинате имени Ф. Н. Самойлова. С 1954 года была активной участницей и экспонантом изделий из текстиля проводившихся на областных, республиканских, всесоюзных и иностранных выставках.
С 1962 года Н. С. Балагурова была избрана членом СХ СССР (с 1991 года СХР).
С 1973 года Н. С. Балагурова жила и работала в городе Тамбове. Творческая деятельность Н. С. Балагуровой в тамбовский период была связана с живописью, графикой, рисунком, тканями и особенно — с созданием гобеленов (работой с ткаными картинами). В городе Тамбове за увлечение ткаными картинами Н. С. Балагурову стали называть — «королевой гобелена».
Тамбовский период творчества Н. С. Балагуровой был одним из самых конструктивных и многогранных в её творчестве: были созданы такие тканые картины как — «Тамбовский каравай», «Память», «Земля тамбовская», «Урожай», «Хлеб» и «Изобилие». Была создана серия живописных работ посвящённых русской деревенской старине — «Желтые бубенчики», «Дверь в житницу», «Сенокос», «Воспоминание о жнице» и «Полевые цветы». Были известны её работы и как художницы-пейзажистки, такие как — «Рожь», «Пасмурный день», «Ветер», «Весенний вечер» и «Весенняя лазурь». Наиболее значимые работы Н. С. Балагуровой имеются в Тамбовской картинной галерее, Тамбовском областном краеведческом музее, Ивановском областном художественном музее, Всероссийском музее декоративно-прикладного и народного искусства и Сергиево-Посадском государственном историко-художественном музее-заповеднике.
Умерла 16 июня 2009 года в Тамбове.

## Награды

### Звания
- народный художник Российской Федерации (2004)[7].
- заслуженный художник РСФСР (1973)

### Премии
- Государственная премия РСФСР имени И. Е. Репина (1972) — «за создание высокохудожественных образцов тканей для массового производства»)[5].